# Клаудија Прокла
Клаудија Прокула или Света Прокла је по црквеном предању, супруга Понтија Пилата, римског владара Јудеје. Канонизована је као светица у православној, коптској и етиопској цркви. 
У православној цркви њен спомен се празнује 27. октобра (по јулијанском календару). 
Јеванђеље по Матеју помиње како је за време суђења Исусу, Пилатова жена, која није именована, послала слугу да му каже: „Не чини ништа том праведнику, јер сам сада много пропатила за њега у сну. “ (Матеј 27:19). У канонским текстовима нема више података о Пилатовој жени.
О обраћењу Пилатове жене у хришћанство извештавају бројни хришћански аутори: Атанасије Велики, Августин Блажени, Јован Малала и други. Што се тиче природе сна Пилатове жене, мишљења теолога су била подељена: једни су веровали да је од Бога, док су други веровали да је од ђавола. Најранији такав исказ даје Ориген у својој беседи на Јеванђеље по Матеју.
Свети Атанасије Велики пише да је на суђењу Пилату, након што је прокуратор опрао руке, „Господ више није одговарао, него је опоменуо своју жену, да не би речју, него пројавом силе поверовали да је суђено је Богу.” Теофилакт Охридски не извештава о обраћењу Пилатове жене, већ пише: „Дивно! Онај коме је судио Пилат застрашио је његову жену! Сан не види сам Пилат, него његова жена... Овај сан је био дело промишљања Божијег, међутим, не да би се Христос ослободио, већ да би се та жена спасла.“
Вилијам Баркли назива Клаудију јеврејском прозелитом и такође пише да су касније традиције помињале њено преобраћење у хришћанство. Са њим се не слаже Инокентије Херсонски, који сматра да је Прокула „као незнабожац, имала отворено осећање за све истинито и добро“ и да није могла бити јеврејски прозелит, јер би, пошто су је фарисеји преобратили, узела њихове страну у питању Исусове кривице.